# سبژ
شهر سبژ (به روسی: Себеж) در کشور روسیه و در اوبلاست پسکوف واقع شده‌است.